# Distretto di Mezőcsát
Il distretto di Mezőcsát (in ungherese Mezőcsáti járás) è un distretto dell'Ungheria, situato nella provincia di Borsod-Abaúj-Zemplén.